# Lucy Myers Wright Mitchell
Lucy Myers Wright Mitchell, née le 20 mars 1845 à Ourmia (Iran) et morte le 10 mars 1888 à Lausanne (Suisse), est une historienne et archéologue américaine. Mitchell est l'une des premières Américaines à écrire et publier un livre sur la sculpture classique, et est l'une des premières femmes à étudier l'archéologie classique.

## Biographie
Mitchell est née en Ourmia en Iran le 20 mars 1845, et est la fille du missionnaire orientaliste Austin Hazen Wright, et la sœur de l'universitaire philologue John Henry Wright (en).
Son œuvre en deux volumes de 766 pages, A History of Ancient Sculpture, se penche sur l'histoire de la sculpture antique en commençant par l'Égypte antique, et comprend un autre volume des plaques.
Elle entreprend au cours de sa vie de nombreux voyages en Europe au côté de son mari, Samuel S. Mitchell, et y étudie les différents témoignages archéologiques de civilisations antiques.
Lucy Myers Wright Mitchell meurt à Lausanne le 10 mars 1888.

## Publications
- A History of Ancient Sculpture (1883)
- Selections of Ancient Sculpture (1883)